# José Ruiz Aragón
José Arnaldo Ruiz Aragón (Corrientes, 14 de enero de 1987) es un político argentino del Partido Justicialista, que se desempeña como senador provincial de Corrientes desde 2021. Anteriormente fue diputado nacional por la misma provincia entre 2015 y 2021.

## Carrera
Inició su activismo político en La Cámpora. Se involucró en los movimientos de campesinos y trabajadores rurales en su natal provincia de Corrientes. Entre 2009 y 2011 fue director de la Dirección de Juventud de la municipalidad de Corrientes. Entre 2012 y 2013, se desempeñó en el Ministerio de Justicia y Derechos Humanos de la Nación, bajo Julio Alak. Entre 2014 y 2015 fue director regional para el Noreste argentino (NEA) del Ministerio de Desarrollo Social de la Nación, bajo Alicia Kirchner.
En las elecciones legislativas de 2015, fue el primer candidato en la lista del Frente para la Victoria a la Cámara de Diputados de la Nación por la provincia de Corrientes. La lista fue la más votada con el 51,97% de los votos y Ruiz Aragón fue elegido fácilmente. Fue reelegido en las elecciones legislativas de 2019, esta vez como el primer candidato en la lista del Frente de Todos, que obtuvo el 50,98% de los votos.
Preside la comisión de Agricultura y Ganadería e integra como vocal las comisiones de las Personas Mayores; de Energía y Combustibles; de Intereses Marítimos, Fluviales, Pesqueros y Portuarios; de Pequeñas y Medianas Empresas; de Turismo; y de Defensa Nacional. Fue partidario de la legalización del aborto en Argentina, votando a favor de los dos proyectos de ley de Interrupción Voluntaria del Embarazo que fueron debatidos por el Congreso argentino en 2018 y 2020.
Antes de las elecciones provinciales de 2021, anunció su candidatura a la Cámara de Senadores de la Provincia de Corrientes por el Frente de Todos.